# Hans-Ruedi Binswanger
Hans-Ruedi Binswanger (geb. 30. Juni 1952; gest. 29. März 2022) war ein Schweizer Schauspieler und Schriftsteller. Er war Enkel des Psychiaters Ludwig Binswanger.

## Leben
Hans-Ruedi Binswanger wuchs in Kreuzlingen, Kanton Thurgau, auf. Nach der Schauspielschule wurde er am Stadttheater Konstanz engagiert. 1990 gründete er in Kreuzlingen zusammen mit Gregor Vogel das See-Burgtheater.

## Publikationen
- Heimat oder wo das Herz brennt. Kreuzlingen 2005.
- Valentin. 2002.
- Anna Frommann. 1999, ISBN 3-9803517-3-4.

## Nachrufe
- Urs Oskar Keller: Hans-Ruedi Binswanger war ein Mann direkter Worte und Taten. In: Thurgauer Zeitung. 13. April 2022.
- Urs Oskar Keller: «Denn was heisst Sterben anderes, als nackt im Wind zu stehen und in der Sonne zu schmelzen». In: Kreuzlinger Nachrichten. 13. April 2022.
- ohne Autorangabe: Ciao, Binsi! In: thurgaukultur.ch. 26. April 2022.